# Campionato sudamericano maschile di pallacanestro 1937
Il 5º Campionato dell'America Meridionale Maschile di Pallacanestro (noto anche come FIBA South American Championship 1937) si è svolto dal 2 al 16 marzo 1937 a Valparaíso e a Santiago del Cile in Cile. Il torneo è stato vinto dalla nazionale cilena.
I FIBA South American Championship sono una manifestazione contesa dalle squadre nazionali dell'America meridionale, organizzata dalla CONSUBASQUET (Confederazione America Meridionale), nell'ambito della FIBA Americas.

## Squadre partecipanti
- Argentina
- Brasile
- Cile
- Perù
- Uruguay

## Classifica finale
| Pos | Squadra   | V-P |
| --- | --------- | --- |
|     | Cile      | 8-0 |
|     | Uruguay   | 5-3 |
|     | Brasile   | 3-5 |
| 4   | Perù      | 2-6 |
| 5   | Argentina | 2-6 |